# Integrierter Raumbezug 2016
Der integrierte (geodätische) Raumbezug 2016 umfasst die aktuell in der deutschen Landesvermessung verwendeten Koordinatenreferenzsysteme für Lage, Höhe und Schwere. Die dazugehörigen Koordinaten wurden in den Jahren 2006–2012 durch gemeinsame Messungen und daran anschließende Berechnungen mit einheitlichen Modellen und Methoden bestimmt, so dass sich die Höhen aus GNSS-Beobachtungen und aus dem Nivellement mit größtmöglicher Genauigkeit (im Flachland etwa 1 cm, im Hochgebirge etwa 2 cm) ineinander umrechnen lassen.
In der Vergangenheit wurden landesweite Lagekoordinaten und Höhen stets in getrennten Verfahren gemessen und auch in unterschiedlichen Bezugssystemen dargestellt.
Durch die Koordinatenbestimmung mit GNSS-Methoden können heute 3-dimensionale Koordinaten bestimmt werden. Die daraus abgeleiteten Höhen  beziehen sich auf eine rein mathematische Fläche, das Rotationsellipsoid. Sie werden deshalb als ellipsoidische Höhen bezeichnet.
Die Bestimmung von Höhenunterschieden mittels Nivellement wird durch das Erdschwerefeld beeinflusst, weshalb diese Höhen auch als physikalische Höhen bezeichnet werden. Physikalische Höhen sollen die Erwartung der Nutzer erfüllen, dass zwischen Punkten gleicher Höhe kein Wasser fließt. Diese Bedingung erfüllen die Höhen aus GNSS-Messungen nicht. Um sie dennoch nutzen zu können, müssen sie mithilfe des Quasigeoids in physikalische Höhen umgerechnet werden.
Der integrierte (geodätische) Raumbezug 2016 verknüpft die Bezugssysteme ETRS89/DREF91 (Realisierung 2016), DHHN2016 und DHSN2016 über das Quasigeoid-Modell GCG2016. Die Einführung wurde vom Plenum der Arbeitsgemeinschaft der Vermessungsverwaltungen der Länder (AdV) am 21. September 2016 beschlossen.

## Bezugssysteme

### ETRS89/DREF91 (Realisierung 2016)
Nach 1994 und 2002 ist dies die dritte Realisierung des ETRS89 in Deutschland. Die amtliche Realisierung beruhte ursprünglich auf den Koordinaten der Punkte des Deutschen Referenznetzes 1991 (DREF91). Es erfolgte 2002 eine Koordinatenanpassung mittels Beobachtungsdaten und Neuausgleichung. Eine neue GNSS-Kampagne im Jahr 2008, verknüpft mit Höhen- und Schwerefestpunkten sowie geodätischen Grundnetzpunkten (GGP-Rahmennetz), führte schließlich zur Realisierung 2016. Die Koordinatenänderungen liegen dabei im Bereich von bis zu 5 mm (Lage) beziehungsweise 13 mm (Höhe).

### DHHN2016
Das Deutsche Haupthöhennetz 2016 (DHHN2016) wurde bis zum 30. Juni 2017 bundesweit eingeführt und löst das DHHN92 ab. Dazu wurde das Nivellementnetz 1. Ordnung bundesweit komplett neu vermessen. Die Höhenunterschiede zwischen beiden Systemen liegen bei bis zu 3 cm.

### DHSN2016
Das Deutsche Hauptschwerenetz 2016 (DHSN2016) ersetzt das DHSN96. Zur Realisierung wurden Schwerewerte durch Absolutschweremessungen validiert, weitere Punkte bestimmt sowie Relativschweremessungen integriert.

### GCG2016
Die Ergebnisse der Netzerneuerungen in Lage, Höhe und Schwere waren Grundlage für das German Combined Quasigeoid 2016 (GCG2016). Es ist unter Berücksichtigung der Schweremessungen über die Differenz aus ellipsoidischen Höhen im ETRS89/DREF91 (Realisierung 2016) und Normalhöhen im DHHN2016 festgelegt und damit zu allen drei Systemen konsistent.

## Einführung
Die Umstellung auf die verbesserten Koordinaten der SAPOS-Referenzstationspunkte (RSP) erfolgte zum 1. Dezember 2016. Die Umstellung der Höhen erfolgte zum 30. Juni 2017.